# Upwash
Em aerodinâmica, upwash é o ar que passa por um aerofólio e sofre um desvio em direção à área de baixa pressão na superfície superior (extradorso). Depois de passar sobre o aerofólio, o fluxo de ar tende a retornar à posição e estado original. Isso é chamado de downwash.

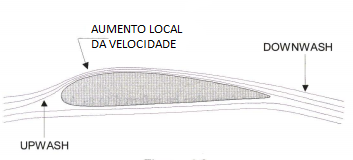
Demonstração bidimensional do escoamento subsônico de ar sobre um aerofólio

## Ondas de pressão
Ao se deslocar na atmosfera, uma aeronave altera a pressão e a velocidade do ar que a envolve de maneira indefinidamente pequena. Essas mudanças de pressão, também chamadas de ondas de pressão, se propagam na velocidade do som. Assim, em baixas velocidades, o ar à frente de um aerofólio é "avisado" da chegada da aeronave, permitindo que o ar se ajuste antes de entrar em contato com o aerofólio. Essas ondas de pressão desviam os filetes de ar em direção à região de baixa pressão na parte superior do aerofólio. Este desvio é chamado de upwash.
Conforme a velocidade da aeronave aumenta, há uma diminuição na distância entre a aeronave e a influência das ondas de pressão à sua frente. A aeronave começa a alcançar as ondas de pressão, sobrando menos tempo para o ar à frente da aeronave se adaptar ao aerofólio, tornando o ângulo de upwash mais acentuado. Quanto mais próximo da velocidade do som, mais agudo é o upwash e menor é o número de partículas que conseguem se mover à frente do aerofólio.
Ao atingir a velocidade do som, a onda de pressão não consegue mais avisar as partículas de ar à sua frente da chegada da aeronave, pois a aeronave viaja na mesma direção e velocidade que a onda de pressão. Desta forma, não há upwash ou downwash em velocidades supersônicas.

## Efeito Solo

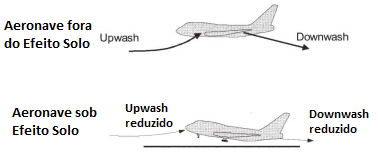
Upwash e downwash em uma aeronave com e sem Efeito Solo

Durante pousos e decolagens, sob o efeito solo, a proximidade da asa com o solo previne o desenvolvimento completo dos vórtices de bordo de fuga, ou vórtices de ponta de asa, tornando-os muito mais fracos.  Upwash e downwash são reduzidos, causando um aumento no angulo de ataque efetivo da asa.

## Arrasto Induzido
O arrasto induzido é produto indesejável da geração de sustentação. Os vórtices de ponta de asa modificam o upwash e downwash nas vizinhanças da asa, produzindo uma componente no vetor sustentação chamada de arrasto induzido.

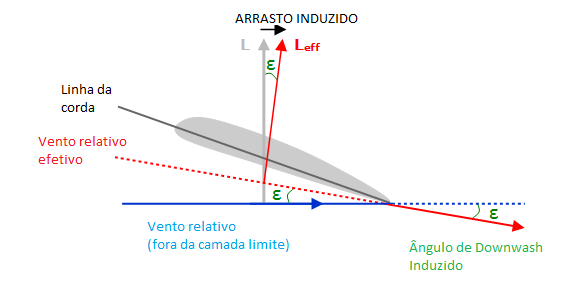
Arrasto induzido

## Downwash induzido
Os vórtices de ponta de asa criam uma certa componente vertical de velocidade no fluxo de ar ao redor da asa, tanto na sua frente quanto na sua traseira. Essas velocidades verticais fortalecem o upwash e o downwash, o que reduz o ângulo de ataque efetivo. Quanto mais forte os vórtices, maior a redução no ângulo de ataque efetivo.

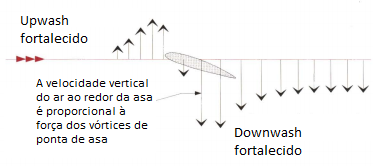
Demonstração bidimensional da velocidade vertical do ar sobre um aerofólio

## Flaps
Em alguns aerofólios, a sequencia de operação dos flaps é crítica. Estender os flaps situados no bordo de fuga de uma asa aumenta tanto o upwash quanto o downwash. Para uma asa projetada para voar em altas velocidades, um aumento do upwash no bordo de ataque quando o ângulo de ataque já está significativamente alto pode levar a asa a estolar. Desta forma, os flaps situados no bordo de ataque devem ser estendidos antes dos flaps de bordo de fuga. Ao recolher os flaps, os flaps de bordo de fuga devem ser recolhidos antes dos flaps de bordo de ataque.